# Cologno Sud (métro de Milan)
Cologno Sud est une station de la ligne 2 du métro de Milan, située sur la commune de Cologno Monzese.